# 西貢公路
西貢公路（英語：Hiram's Highway）是一條位於香港新界西貢區的主要道路，由清水灣道近大埔仔始發，向北途經蠔涌、白沙灣、西貢篤等地，最後到達西貢市中心的普通道和油麻莆街，南北兩端相距6.1公里，是市民往返西貢市郊及東九龍、將軍澳的唯一道路。西貢公路始建於香港日佔時期，最初只是一條狹窄的泥路，只供軍用越野車使用，在1945年香港重光後，由駐港英軍及日軍戰俘改建，築成正規公路，以改善西貢地區的交通，並且在1948年通車。香港政府曾多次對西貢公路進行改善工程，而其於1999年3月展開「西貢公路改善工程第三期」中，在長命斜北面興建新西貢公路（英語：New Hiram's Highway）以拉直急彎及改善其坡度，由新路取代的一段斜路則保留作居民出入之用。新西貢公路於2002年7月10日通車。
西貢公路車速限制為每小時50公里，新西貢公路上長命斜至竹角往九龍及科大方向則為70公里。

## 歷史

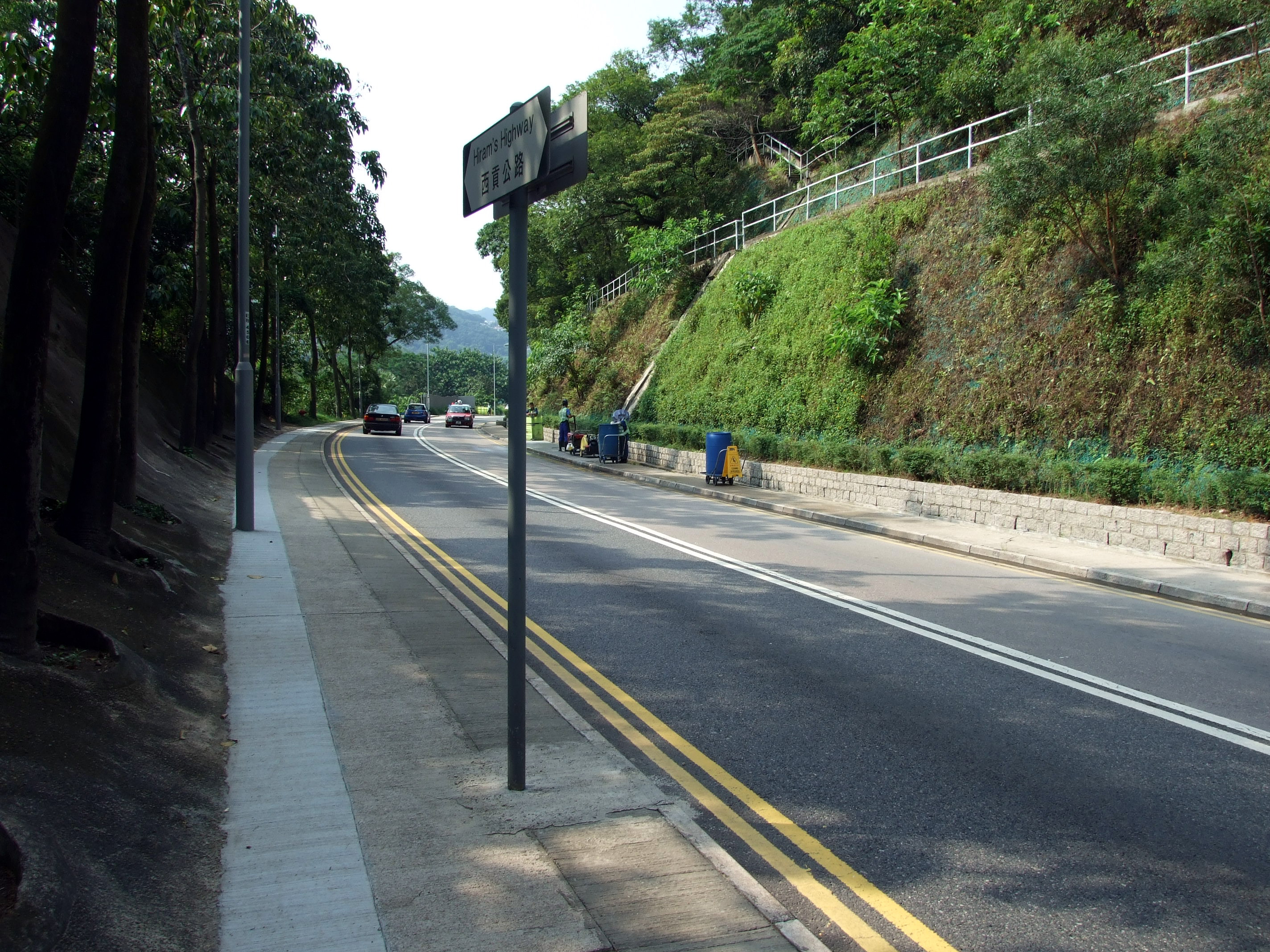
西貢公路近大涌口

戰前西貢鄉郊地區並無正規道路，居民由西貢往返香港島和九龍，要麽途經往返九龍城的鄉郊小徑，要麽乘搭由西貢經糧船灣及滘西洲往返筲箕灣的「元發小輪」，由於需要途經風高浪急的佛堂門，因此依賴渡輪出入亦非長久之計。
1939年12月，於麻南笏開採白泥的商人林申、馬時二人組成西南小輪公司提出商辦西貢建路計劃之議。該公司擬向政府申請為期十年的專利，向使用該路車輛收費，並邀請九龍巴士投標經營巴士路線。當局於1940年12月連日就興建西貢公路進行踏勘，待圖則擬備後即可施工。
在香港日佔時期，日本人發現西貢地區無車路通達，遂由清水灣道開闢一條可供吉普車行駛的泥路，成為今西貢公路的雛形。香港重光後，英軍為報答西貢民眾奮勇抗敵之功勞，決定將日軍遺下之泥路改建成正規公路，以改善西貢地區的交通。由皇家海軍中尉約翰·雲恩-波茲（John Wynne-Potts）帶領80位海軍士兵，及受英軍監督的80名日軍戰俘進行築路工程，雲恩-波茲中尉因姓氏恰巧與軍糧中的美國「夏林·K·波茲」（Hiram K. Potts）牌罐頭香腸雷同，且其本人亦嗜食該款香腸，而被同袍暱稱為，其所負責興建的公路亦因而被戲稱為，往後此戲稱更成正式名稱。
1960年代，港英政府為了發展西貢墟，於1960年1月決定將西貢公路擴闊，當中由清水灣道至蠔涌一段為第一期，路面增至30英尺闊；由蠔涌至北港一段為第二期，擴闊一倍至30英尺；由北港至西貢墟一段更拓寬至120英尺；同時亦於地勢起伏之處加高路基，及開山劈石以修直彎曲路段，擴闊工程在同年10月完工。當局遂在1961年2月12日起准許車輛於西貢公路作雙綫雙程行車。

## 改善工程
以往西貢公路只能從清水灣道東行綫靠左入、靠左出，由西貢而來的車輛如需駛出九龍，必須繞經香港科技大學迴旋處掉頭，而由清水灣一方駛往西貢的車輛則須駛經打鼓嶺新村的掉頭處，掉頭往清水灣道反方向行車道以轉入西貢公路，引致交通意外頻生。政府遂斥資1.37億元，於1997年興建行車天橋供由西貢駛往九龍的車輛使用，並建造一條下通道由清水灣道往九龍方向近大埔仔通向西貢公路。行車天橋於2000年1月31日中午正式通車。

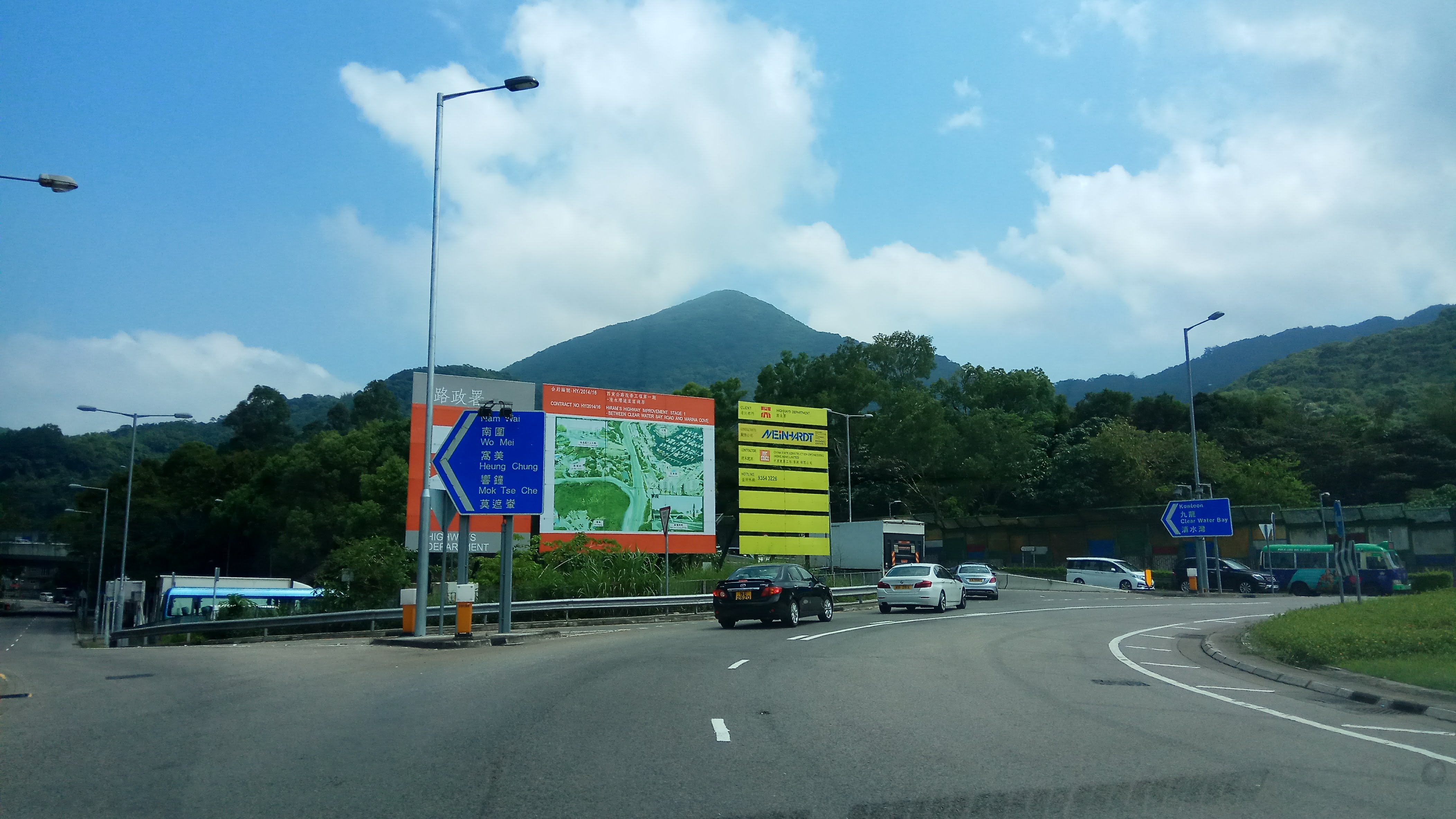
西貢公路和新西貢公路交界

介乎香港科技大學與南邊圍之間之一段西貢公路被稱為「長命斜」，為安全起見，駛經該處的司機在落斜時多會使用低波。政府亦於1999年3月展開「西貢公路改善工程第三期」，在長命斜北面興建「新西貢公路」以拉直急彎及改善其坡度，由新路取代的一段斜路則保留作居民出入之用。新西貢公路於2001年8月24日命名，並在2002年7月10日通車，駕駛人士如要由九龍前往南圍及窩美一帶，須沿新路駛至南邊圍迴旋處，然後經西貢公路九龍方向行駛。當局聲稱新建的公路有效提高駕駛人士的安全，同時改善南圍及窩美附近交通情況。惟拉直了急彎反而導致不少司機超速，引起了不少交通意外，當中最嚴重的一次是發生於2008年的旅遊巴翻側事故。目前政府在新西貢公路往西貢方向的入口處加裝超速攝影機，近迴旋處一段更劃出了比開路時更深色更凸出的黃色減速線，並鋪上防滑鋼沙，以提醒司機減速。另外，政府在南邊圍一段路面進行道路改善工程，包括增設防撞欄，用作分隔迴旋處和巴士站，改善道路安全。

## 走綫
全長6.1公里的西貢公路由清水灣道近大埔仔嘉林別墅始發，向北延伸至新西貢公路南端終點以後由原有的五線雙程行車變成單向南行，復於近南圍村回復為雙線雙程行車，然後到達南邊圍迴旋處和新西貢公路以及南邊圍村通道連接，因此所有由清水灣道前往西貢的車輛必須取道新西貢公路。公路繼續向北延伸，以雙線雙程的道路途徑白沙灣、對面海、北港等地，並以西貢市中心的普通道和油麻莆街交界作為公路終點。

### 出口
整段西貢公路和新西貢公路皆屬於西貢區範圍。以下的道路交接點列表中，所有不具命名的小路並不在此列；而新西貢公路沿途交接点亦只有西貢公路，亦不在此列。
| 距離（公里） | 道路交接點           | 附註                                   |
| ------------ | -------------------- | -------------------------------------- |
| 0.0          | 清水灣道             |                                        |
| 0.47         | 竹角路               | 僅限靠左入、靠左出西貢公路南行。       |
| 0.9          | 新西貢公路           | 在此以北為單向南行。                   |
| 1.4          | 南圍路               | 在此以南為單向南行。                   |
| 1.6          | 窩尾紅棉路           |                                        |
| 1.7          | 響鐘路               |                                        |
| 1.9          | 新西貢公路、南邊圍路 | 迴旋處。                               |
| 2.0          | 蠔涌路               |                                        |
| 2.1          | 鹿尾村路             | 僅限靠左入、靠左出西貢公路北行。       |
| 2.4          | 鹿祥路               | 僅限靠左入、靠左出西貢公路北行。       |
| 2.7          | 慶徑石路             | 迴旋處。                               |
| 3.6          | 白沙灣街             |                                        |
| 3.8          | 滘西新村路           |                                        |
| 4.1          | 孟公窩路             |                                        |
| 4.6          | 大涌口路、打蠔墩路   |                                        |
| 4.8          | 輋徑篤路             |                                        |
| 5.0          | 北港路               |                                        |
| 5.2          | 菠蘿輋徑             |                                        |
| 5.4          | 康健路、菠蘿輋路     |                                        |
| 5.9          | 翠塘路               |                                        |
| 6.0          | 西貢鄉事會里         |                                        |
| 6.1          | 普通道、油麻莆街     | 道路繼續向北延伸，作為普通道的一部分。 |

## 使用狀況
西貢公路乃西貢鄉郊地區連接外界的主要途徑，透過清水灣道或將軍澳新市鎮直接連繫九龍市區，因此使用量極高，經常出現交通擠塞的情況。但現時蠔涌新村至西貢市中心路段採取雙線雙程行車，一旦發生車禍將導致交通癱瘓，嚴重影響所有進出西貢及市區人士。
在2021年，全段西貢公路的預測年平均每日交通流量為24,460車輛架次，而全段新西貢公路的預測年平均每日交通流量則為28,210車輛架次。兩路均被香港運輸署界定為「郊區公路」（Rural Road, RR）。

## 未來發展
隨著西貢的人口日增，進出的人流使區內交通嚴重超出負荷，導致西貢公路經常擠塞，因此改善西貢公路之工程，實為非常逼切。

### 西貢公路改善工程第一期
政府早於2008年已就西貢公路改善工程收集公眾意見及提出初步設計方案，並於2010年3月26日在憲報刊登公告，建議改善清水灣道至匡湖居之間一段西貢公路的分隔車道工程及蠔涌區內的通路改善工程，工程包括擴闊此路「長命斜」、將北圍至蠔涌迴旋處之一段西貢公路改建為雙線雙程分隔車路和重新規劃出入蠔涌的道路，以紓緩西貢公路匡湖居段的交通擠塞問題及提高西貢公路的道路安全。不過工程直至2014年仍未完成評估報告，一度令施工日期開展無期。
政府其後就「清水灣道與匡湖居之間的一段西貢公路分隔車道工程及蠔涌區內通路改善工程」（西貢公路改善工程第一期）向立法會財委會提交約17.744億港元的撥款申請，撥款旋獲立法會財委會通過，並於2016年3月開始動工，當中嘉林別墅「長命斜」的一段工程已於2019年大致完成，匡湖居一段工程亦於2021年1月完成，屆時繁忙時間由西貢前往科大可由45分鐘縮短至35分鐘。此後若要前往蠔涌路車公古廟，車輛自南邊圍迴旋處駛出後，需駛經即將完工的新蠔涌橋，於連接鹿尾村路的延伸道路路口，轉入新建的連接路，繞過前亞洲電視大樓方能到達蠔涌路。而原先包括舊蠔涌橋及左轉一段蠔涌路和現有的一段鹿尾村路亦將臨時封閉。
西貢區議員方國珊指，自一期工程動工以來，每逢雨天，大量泥沙流到民居下游，令低漥地區的民居水浸，造成嚴重衛生問題，居民需自資清理。

### 西貢公路改善工程第二期

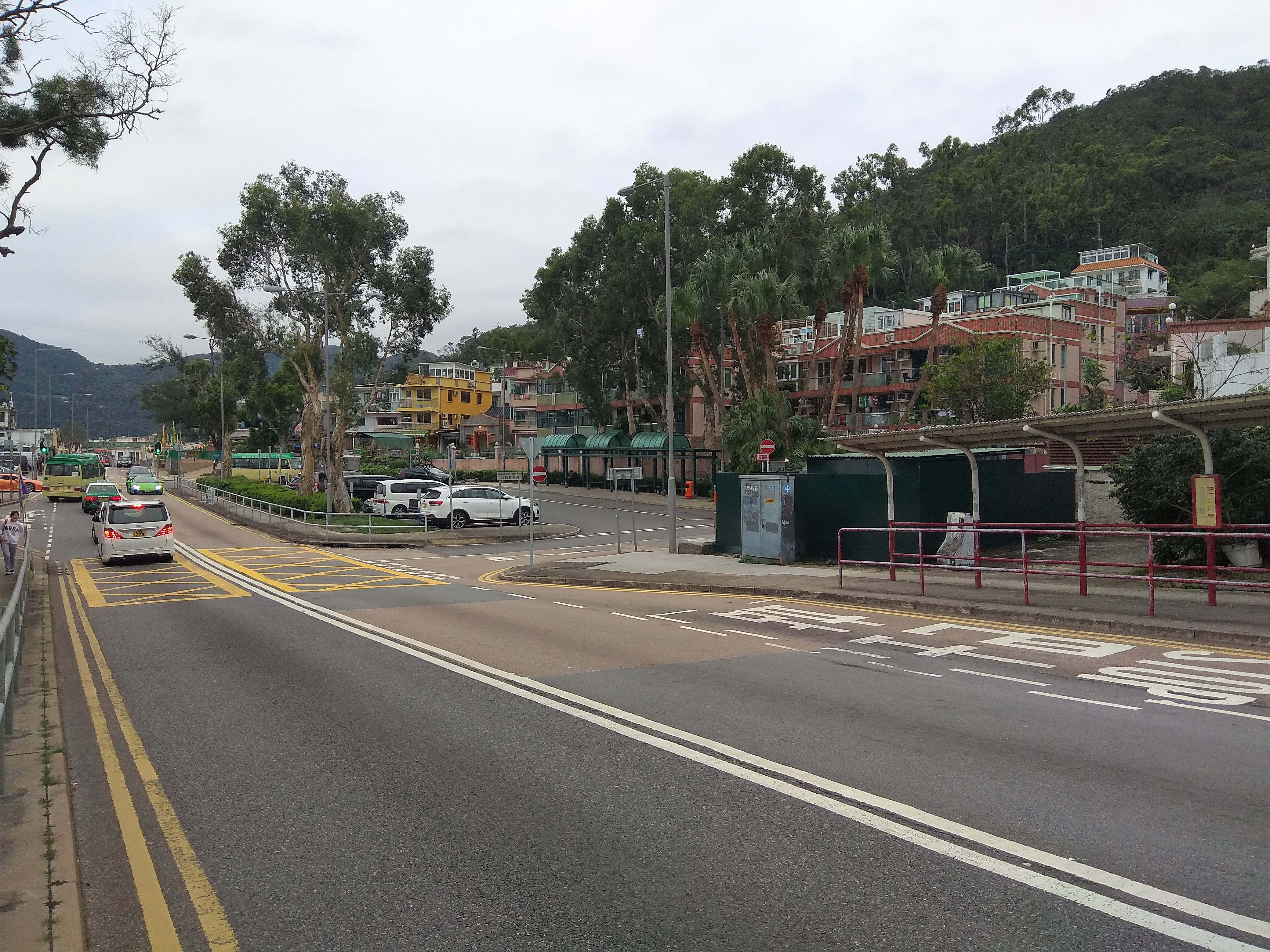
西貢公路近白沙灣滘西新村

第二期工程旨在改善由匡湖居至西貢市之間的一段西貢公路、普通道及沙下以南的一段大網仔路，初步建議將北圍至福民路間之間的西貢公路及普通道擴寬至雙線雙程分隔車道，工程完工後繁忙時間由西貢前往香港科技大學可由45分鐘縮短至25分鐘。不過，計劃一出旋引起組織「西貢之友」（Friend of Sai Kung）反對，認為興建隧道的方式更住，但不被接納；加上當局原本向匡湖居居民承諾兩期工程將緊接施工，以換取居民支持收回屋苑與公路間之綠化緩衝區改建行車綫，後來卻歸咎於地區意見分歧而有意擱置第二期工程，或將之降格為重要性較低的「地區改善工程」，使居民有受騙之感。
運輸及房屋局其後於2020年1月3日刊憲，建議於西貢匡湖居至西貢市的西貢公路進行第二期道路工程，將原有的雙程行車路擴闊成雙線雙程行車道，以紓緩該處的交通擠塞情況，工程諮詢期於同年3月3日完結。西貢區議員，工黨的何偉航指，二期工程範圍涉及徵收白沙灣村一帶的私人土地，惟目前局方仍未推出詳盡的收地方案，不少村民擔心會被逼遷，「白沙灣好多傳統文化，每年村民都會在觀音廟搭棚做大戲。如果要迫遷，對他們來說好大破壞」。何偉航亦指出，受疫情影響，3月村民與署方討論的會議被取消，批評政府事前缺乏與當地居民充分溝通，又認為工程涉及收地，不少居民恐被逼遷，他建議政府應延長工程諮詢時間，解決居民憂慮。何並聯同約50名西貢居民，在3月1日到政府總部外請願，要求運輸及房屋局局長陳帆親自聆聽西貢居民意見，並要求政府延長收集反對意見的時限。
亦有意見認為，西貢公路擴闊至四線的確能令公路容納更多車流，但不會有效地改善整體交通問題，因為最後只會吸引更多人駕駛私家車出入，最後又導致交通擠塞，建議應該改建並且升級為快速公路。